# Хелен Дорон
Хелен Дорон е британска лингвистка и педагожка. Известна е най-вече със своя уникален метод за преподаване на английски език на деца от 3 месеца до 14 години. Днес този метод се използва в редица държавни и частни училища по света.

## Биография
Дорон следва лингвистика и френски език в Редингския университет, Великобритания, и преподава в университета в Поатие, Франция, преди да завърши магистратурата си по лингвистика. Хелен Дорон започва да преподава английски като втори език (ESL), за да сподели собствените си виждания за естествения начин, по който децата научават нов език – не чрез четене и писане, а най-напред чрез разбиране и говорене. След няколко години тя разработва собствена методология, известна като метод на Хелен Дорон.
Любопитен факт е, че Хелен Дорон стига до идеята за този метод за обучение, наблюдавайки как 4-годишната ѝ дъщеря се учи да свири на цигулка по метода на д-р Сузуки, тоест използвайки само слуха си още преди да може да чете ноти. Този метод е и в основата на метода Хелен Дорон, при който малките деца научават езика чрез заобикалящата ги среда.
Хелен Дорон започва да разработва уникалната си методология през 1985 г., въз основа на процеса на научаване на родния език – чрез повторно слушане, похвала и насърчение. През 1990 г. е открит първият учебен център. Днес образователната франчайзингова група „Хелен Дорон“ е международно признат бранд, спечелил доверието на родителите на четири континента. Методът успешно се прилага в много училища. За метода и това доколко са доволни родителите са написани няколко статии.